# Gabriela Schloesser
Gabriela Schloesser, född 18 februari 1994, är en mexikansk bågskytt. Hon deltog vid olympiska sommarspelen 2016 och 2020.